# Сновида (річка)
Снови́да — річка в Україні, в межах Тернопільського району Тернопільської області. Права притока Збруча (басейн Дністра). 

## Опис
Довжина 10 км. Річкова долина неширока і глибока. Річище слабозвивисте. 

## Розташування
Сновида бере початок на північний захід від села Оріховець. Тече переважно на південний схід. Впадає до Збруча при південно-східній частині села Оріховець. 